# مهرداد قنبري
مهرداد قنبري (22 نوفمبر 1989 بساري في إيران - ) هو لاعب كرة قدم إيراني في مركز الدفاع. لعب مع نادي بديده ونادي ذوب آهن أصفهان ونادي شهرداري تبريز ونادي صناعة ساري ‏.

## وصلات خارجية
- مهرداد قنبري على موقع قاعدة بيانات كرة القدم.إي يو (الإنجليزية)
- مهرداد قنبري على موقع Soccerway.com (الإنجليزية)